# Mao Zemin
Mao Zemin (毛泽民;født 3. april 1896, Xiangtan, Hunan, død 27. september 1943), brugte også navnet Zhou Bin (周彬) som sit alias var en kinesisk bankmand, politiker og kommunist. Han var formand for statsbanken i den Kinesiske sovjetrepublik i Ruijin, og minister for i nationaløkonomi-afdelingen. Hanvar Mao Zedongs lillebror, og han meldte sig ind i Kinas kommunistiske parti tidligt. Under anden verdenskrig, blev han sendt til Xinjiang af centralkomiteen i 1938. Zemin og Chen Tanqiu blev arresteret af krigsherren Sheng Shicai, da de var i Ürümqi, Xinjiang. Zemin blev henrettet den 27. september 1943.